# Rzeźba Żyrafy w Parku Śląskim
Rzeźba Żyrafy w Parku Śląskim – jeden z najbardziej znanych i rozpoznawalnych obiektów w Parku Śląskim. Podobizna żyrafy na trzech nogach jest jedną z wielu rzeźb plenerowych w Parku Śląskim, a zarazem symbolem parku. Żyrafa znajduje się przy jednym z głównych wejść do Parku Śląskiego, obok przystanku autobusowego i tramwajowego „Park Śląski Ogród Zoologiczny”. Rzeźba stała się inspiracją do nazwania alei wiodącej do Śląskiego Ogrodu Zoologicznego (Aleja Żyrafy). 

## Twórcy

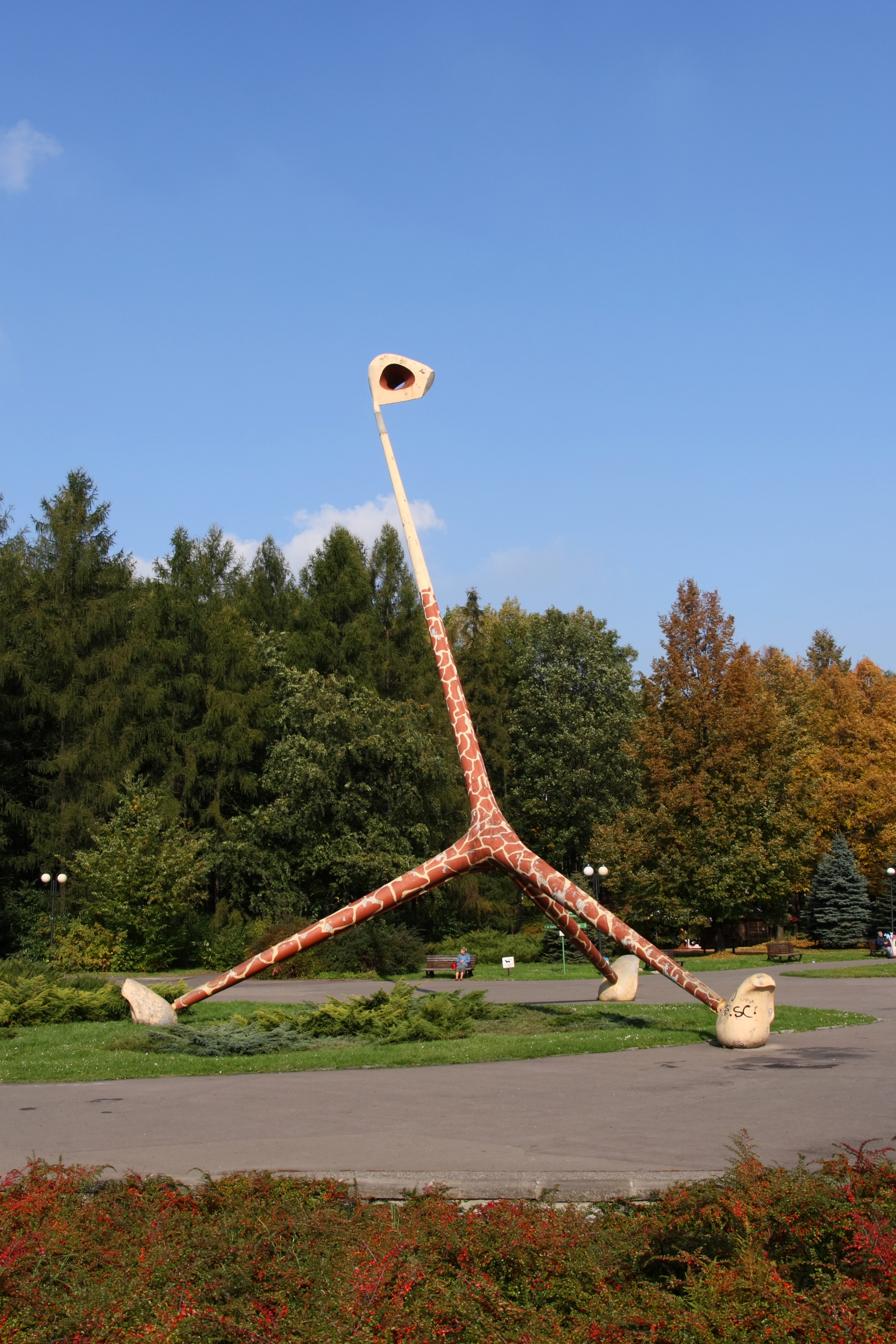
Rzeźba Żyrafy w Parku Śląskim przed pracami konserwatorskimi (2009)

Za koncepcję plastyczną obiektu odpowiedzialni byli Leopold Pędziałek i Leszek Dutka. Za zaprojektowaniem konstrukcji stoi Jerzy Tombiński. Park potrzebował jakiegoś elementu, który zapraszałby do zoo, takim symbolem stała się właśnie Żyrafa. Rzeźba została odlana w 1959 roku w Gliwickich Zakładach Urządzeń Technicznych. 

## Wygląd i konstrukcja rzeźby
Żyrafa jest przedstawiona w sposób abstrakcyjny. Wsparta jest na trzech nogach, przez co cała konstrukcja jest bardziej stabilna. Długa szyja odchylona jest od pionu. Głowa ma obły kształt z dużym otworem przypominającym oko. Jest przykładem żelbetowej konstrukcji przestrzennej. Żyrafa mierzy ponad 16 metrów wysokości. Pierwotnie miała kolor szary, w 1996 została pomalowana na żółto z brązowymi łatami. 

## Odnowienie obiektu
30 kwietnia 2011 roku zakończyła się rewitalizacja rzeźby dzięki wsparciu zarządu parku, magistratu chorzowskiego oraz koncernu Vattenfall. W wyniku prac przywrócona została pierwotna kolorystyka rzeźby. Obiekt został wpisany do rejestru zabytków ruchomych województwa śląskiego, nr rej. B/206/11. W 2023 roku, głowa Żyrafy została zdjęta ze względów bezpieczeństwa i przewieziona do Książa Wielkiego, gdzie przeprowadzili jej konserwację konserwatorzy z krakowskiej firmy Art Forum. Jej montaż jest planowany wiosną 2025 roku. 

## Wydarzenia
- W 2011 roku, na zimę, szyja Żyrafy została otulona szalem o długości 135 m. Szal wykonany był przez członków Parkowej Akademii Wolontariatu i mieszkańców regionu. W przedsięwzięciu wzięło udział ponad 60 osób i instytucji[9].
- Co roku, 2 kwietnia rzeźba świeci się na niebiesko z okazji Światowego Dnia Świadomości Autyzmu.[10]